# Acalolepta defectrix
Acalolepta defectrix es una especie de escarabajo longicornio del género Acalolepta, tribu Monochamini, subfamilia Lamiinae. Fue descrita científicamente por Pascoe en 1866.
Se distribuye por Indonesia y Malasia. Mide aproximadamente 17-19 milímetros de longitud.